# NXT TakeOver: Portland
NXT TakeOver: Portland was een professioneel worstelshow en WWE Network evenement dat georganiseerd werd door WWE voor hun NXT brand. Het was de 28ste editie van NXT TakeOver en vond plaats op 16 februari 2020 in het Moda Center in Portland, Oregon.

## Matches
| Nr. | Match                                                                                                | Winnaar(s)             | Opmerkingen                                                | Bron  |
| --- | --- | ---------------------- | ---------------------------------------------------------- | ----- |
| 1   | Keith Lee (c) vs. Dominik Dijakovic                                                                  | Keith Lee              | Een-op-een match voor het NXT North American Championship. | [ 2 ] |
| 2   | Dakota Kai vs. Tegan Nox                                                                             | Dakota Kai             | Street Fight.                                              | [ 2 ] |
| 3   | Finn Bálor vs. Johnny Gargano                                                                        | Finn Bálor             | Een-op-een match.                                          | [ 2 ] |
| 4   | Rhea Ripley (c) vs. Bianca Belair                                                                    | Rhea Ripley            | Een-op-een match voor het NXT Women's Championship.        | [ 2 ] |
| 5   | The BroserWeights (Matt Riddle & Pete Dunne) vs. The Undisputed Era (Bobby Fish & Kyle O'Reilly) (c) | The BroserWeights (nc) | Tag team match voor het NXT Tag Team Championship.         | [ 2 ] |
| 6   | Adam Cole (c) vs. Tommaso Ciampa                                                                     | Adam Cole              | Een-op-een match voor het NXT Championship.                | [ 2 ] |